# Alexis Ahlgren
Pour les articles homonymes, voir Ahlgren.
Alexis Malkolm Ahlgren (né le 14 juillet 1887 à Trollhättan en Suède et mort le 14 mars 1969 à Pittsburgh aux États-Unis) est un athlète suédois, spécialiste des courses de fond. 
Le 31 mai 1913, à Londres, lors du Polytechnic Marathon, il établit une nouvelle meilleure performance mondiale sur marathon en 2 h 36 min 6 s.
Il participe au marathon des Jeux olympiques de 1912 à Stockholm mais ne termine pas l'épreuve.